# Homogyna xanthophora
Homogyna xanthophora is een vlinder uit de familie wespvlinders (Sesiidae), onderfamilie Sesiinae.
Homogyna xanthophora is voor het eerst wetenschappelijk beschreven door Hampson in 1910. De soort komt voor in het Afrotropisch gebied.